# Signal.h
signal.h é um arquivo cabeçalho da biblioteca padrão da linguagem de programação C que contém protótipos para funções e definições para receber e manipular sinais. Sinais são notificações assíncronas de eventos diversos como falhas de hardware ou recepção de caracteres no terminal que podem ser utilizadas como uma forma de comunicação entre processos.
A função signal() associa um comportamento que o processo deve ter ao receber o sinal, que pode ser o comportamento padrão, ignorar o sinal ou executar uma função específica. Em especial os sinais SIGKILL e SIGSTOP não podem ser tradados com uma função ou ignorados.
Também são providas as funções raise() e kill(). A primeira envia um sinal para o próprio processo e a segunda envia um sinal para um outro processo ou para um outro grupo de processos.
A função associada ao recebimento de um sinal é chamada tratadora de sinais. A execução do processo é suspensa até que a função retorne ou chame longjmp. O comportamento de um processo após ignorar os sinais SIGFPE (exceção de ponto flutuante), SIGILL (instrução ilegal) e SIGSEGV (falha de segmentação) que não tenha sido gerado por kill() ou raise() não é definido conforme o padrão POSIX.

## Constantes
| Constante | Significado                         | Disponibilidade |  |
| --------- | ----------------------------------- | --------------- |  |
| SIGHUP    | Desconexão                          | POSIX           |  |
| SIGINT    | Interrupção                         | ANSI            |  |
| SIGQUIT   | Sair                                | POSIX           |  |
| SIGILL    | Instrução ilegal                    | ANSI            |  |
| SIGABRT   | Abortar                             | ANSI            |  |
| SIGTRAP   | Armadilha de rastreio               | POSIX           |  |
| SIGIOT    | Armadilha para IOT                  | 4.2 BSD         |  |
| SIGEMT    | Armadilha para EMT                  | 4.2 BSD         |  |
| SIGFPE    | Exceção de ponto flutuante          | ANSI            |  |
| SIGKILL   | Matar processo                      | POSIX           |  |
| SIGBUS    | Erro no BUS                         | 4.2 BSD         |  |
| SIGSEGV   | Falha de segmentação                | ANSI            |  |
| SIGSYS    | Argumento incorreto para syscall    | 4.2 BSD         |  |
| SIGPIPE   | Pipe quebrado                       | POSIX           |  |
| SIGALRM   | Alarme                              | POSIX           |  |
| SIGTERM   | Término                             | ANSI            |  |
| SIGUSR1   | Sinal definido pelo usuário 1       | POSIX           |  |
| SIGUSR2   | Sinal definido pelo usuário 2       | POSIX           |  |
| SIGCHLD   | Mudança de estado no processo filho | POSIX           |  |
| SIGCLD    | Mesmo que SIGCHLD                   | System V        |  |
| SIGPWR    | Reinício por falha de energia       | System V        |  |
| SIGXCPU   | Excedeu o tempo de CPU              | POSIX           |  |
| SIGSTOP   | Pausar execução                     | POSIX           |  |
| SIGCONT   | Continuar execução                  | POSIX           |  |